# ジュガ
ジュガ (じゅが、英語: Jugah) は、アメリカ合衆国で鍼灸資格を取得した亀井 摩周によって考案された運動法である。呼吸法や瞑想、ヨガ、太極拳などの要素を組み合わせたもので、筋肉や関節への負担を緩和しつつ心身を整える「動的なエクササイズ」であるとされる。亀井はハワイにある「ジュジュベクリニック（Jujube Clinic）」の創立者の一人として、癌やAIDSなどを含む難病の治療に携わっており、その過程でジュガを発展させた。
ジュガは日本国内でも徐々に紹介が進んでおり、2022年2月号（Vol.164）の雑誌『統合医療でがんに克つ』では「癒しの空間 第164回：JUGAH（ジュガ）で癒され 健やかにバックエイジング」と題された記事が掲載された。また、2021年2月23日号（7号）の『週刊ゴルフダイジェスト』においては、火田岡奈紗作の漫画「地球漫遊記」第203歩「ジュガに挑戦！」で取り上げられ、ヨガや武道、ストレッチをミックスした東洋医学的エクササイズとして紹介されている。

## 概要
1999年にハワイのジュジュべクリニックより開発された健康体操・運動・瞑想・精神統一呼吸法。武術特有の東洋の発想で、主要な体の筋肉に加えてインナーマッスルの強化もできる。
実践する人に合った無理のない動きで行うため、体が不自由な人、健常者、老若男女問わず誰でも行うことができる。型を極めることによって体幹を鍛え、体力を得ることもできるためアスリートからも多くの支持を集める。
目的は体の痛みや病気の改善・予防と姿勢改善、インナーマッスルの強化、さまざまな美容効果。元はサロンで働くセラピストをいたわるために開発された。

## 歴史
設立　1999年
国または地域　日本・アメリカ
ジュガ協会本部（ジュジュべ宮の森）
設立者　亀井摩周

### 起源
1999年　ハワイのジュジュべクリニック

### 確立
開発当初はアメリカ発祥のホリスティック医学の考え方であるポラリティー理論とヨガを組み合わせたもので、クリニックのみでおこなわれていた。
そこに亀井摩周が武術の型を取り入れたものを開発し、約20年をかけ美容や呼吸法を含めた新しい要素を加え、健康と美容を目的とした体質改善の方法として確立され、誰でも実践できるようになった。

## ジュガの動き
主要な筋肉とインナーマッスルを鍛えることができること以外に動きの「柔軟性」もジュガの特徴である。体が凝り固まっていることは血流や気の回りの障害にもなり、病気の元にもなる。
筋膜、関節を解して体のバランスを左右均等にすることによって骨格を整え、身体の可動域を伸ばす。一連の動作はジュガの型、呼吸、アーシングを通して行われる。動きに加え、ジュガ特有の深い呼吸を修得することで精神の安定にもつながる。

## ジュガの作用
ジュガの考え方の基本として、東洋医学が関係している。
東洋医学の概念の一つである気血（きけつ）には、エネルギーの通り道である経絡（けいらく）が全身にそれぞれの特徴を持った12本が流れているとされている。ジュガの型によってこの経絡のバランスを左右均等に整え、全身の内臓の機能を改善する。

## ジュガの呼吸
体の健康にも影響する自律神経のバランスをとるには、自律神経に直に関係のある呼吸を整えることだが、口呼吸の場合は交感神経が緊張する。鼻で深く呼吸をすることによって副交感神経が優位になる。ジュガでは鼻呼吸によって口呼吸で取り入れるよりも暖かい空気を体に取り入れ、自律神経のバランスを担う上咽頭を刺激することなく体の調子を整えることができる。

## ジュガとアーシング
裸足で地球の大地と直接繋がることを指すアーシングもジュガと関わりがある。地球本来の電磁気とのつながりが人間の健康を維持するというものだ。ジュガを行う際に専用のアーシングマットを使用してアーシングすることで、体内の余計な電気が地球へ流れ、身体の電気を安定させることができる。
アーシングマットはカーボンを材料として導電性を高めたマットであり、このマットを使うことによってより効果的にアーシングを行える。